# Călugăreni, Constanța
Călugăreni este un sat în comuna Pantelimon din județul Constanța, Dobrogea, România. Se află în partea de nord a județului,  în Podișul Casimcei. La recensământul din 2002 avea o populație de 94 locuitori. În trecut a purtat numele de Kaçamak/Caceamac („ascuns” în limba turcă).